# Droga wojewódzka nr 730
Droga wojewódzka nr 730 (DW730) – droga wojewódzka łącząca drogę S7 w Skurowie z DK48 w Głowaczowie, licząca 45 km. Droga w całości położona w województwie mazowieckim, przebiega przez 2 powiaty: grójecki (gminy: Grójec, Jasieniec i Warka) oraz kozienicki (gminy: Grabów nad Pilicą i Głowaczów).

## Miejscowości leżące przy trasie DW730
- Skurów (S7)
- Jasieniec
- Wola Boglewska
- Ryszki
- Rytomoczydła
- Nowa Wieś
- Laski
- Warka (DW731, DW736)
- Grabów nad Pilicą
- Nowa Wola
- Moniochy
- Głowaczów (DK48)